# 羅得斯維爾 (阿拉巴馬州)
羅得斯維爾（英語：Rhodesville）是一個位於美國阿拉巴馬州勞德代爾縣的非建制地區。該地的面積和人口皆未知。

## 地理
羅得斯維爾的座標為34°52′20″N 87°52′14″W / 34.87222°N 87.87056°W，而該地的平均海拔高度為177米（即581英尺）。